# Jaskyňa v Skalke
Jaskyňa v Skalke je přírodní památka ve správě příspěvkové organizace Správa slovenských jeskyní.
Nachází se v katastrálním území obce Toporec v okrese Kežmarok v Prešovském kraji. Území bylo vyhlášeno či novelizováno v letech 1994, 2008 na rozloze x ha. Ochranné pásmo nebylo stanoveno.